# Нововижвівська сільська рада
| Нововижвівська сільська рада — орган місцевого самоврядування у Старовижівському районі Волинської області з адміністративним центром у с. Нова Вижва. Водоймища на території, підпорядкованій даній раді: річки Вижівка, Кизівка. Сільській раді підпорядковані населені пункти: - с. Нова Вижва - с. Рудка - с. Хотивель |

## Склад ради
Рада складається з 14 депутатів та голови.

### Керівний склад ради
| ПІБ                         | Основні відомості                                                                                              | Дата обрання | Дата звільнення |
| --------------------------- | --- | ------------ | --------------- |
| Шевчук Тетяна Олександрівна | Сільський голова, 1967 року народження, освіта, член Української Народної Партії                               | 26.03.2006   | 31.10.2010      |
| Климук Віктор Васильович    | Сільський голова, 1967 року народження, освіта середня загальна, член Всеукраїнського об'єднання «Батьківщина» | 31.10.2010   |                 |

Примітка: таблиця складена за даними джерела

## Населення
Згідно з переписом УРСР 1989 року чисельність наявного населення сільської ради становила 1106 осіб, з яких 502 чоловіки та 604 жінки.
За переписом населення України 2001 року в сільській раді мешкало 936 осіб.

### Мова
Розподіл населення за рідною мовою за даними перепису 2001 року:
| Мова       | Відсоток |
| ---------- | -------- |
| українська | 99,47 %  |
| російська  | 0,53 %   |